# Friedrich August Ludewig
Friedrich August Ludewig (* 11. April 1768 (anderes Datum: 11. April 1766) im Kloster Marienberg in Helmstedt; † 4. Mai 1840 ebenda) war ein deutscher evangelisch-lutherischer Geistlicher, Pädagoge und Schriftsteller.

## Leben
Friedrich August Ludewig wurde als Sohn von August Detlev Ludewig, Prediger im Kloster Marienberg und Emmerstedt, und dessen Ehefrau Elisabeth Amalie Pauline, geb. Wolff geboren. Er hatte noch einen Bruder sowie zwei Schwestern.
Er wurde bis zu seinem 12. Lebensjahr von seinem Vater unterrichtet und besuchte von 1780 bis 1785 das Pädagogium in Helmstedt; dort erhielt er Unterricht beim Rektor Hofrat Friedrich August Wiedeburg (1751–1815), Johann Carl Siegfried Germar (1750–1823), Goedecke, Dietrich Joachim Theodor Cunze (1760–1822), Martens und Georg Anton Christoph Scheffler (1762–1825). Anschließend besuchte er zum Theologie-Studium die Universität Academia Julia Carolina in Helmstedt und hörte Vorlesungen bei Johann Benedikt Carpzov, Johann Kaspar Velthusen, Heinrich Philipp Konrad Henke, David Julius Pott, Johann Karl Christoph Ferber (1739–1786), Paul Jakob Bruns, Johann Christian Wernsdorf, Christian Gottlieb Wernsdorf (1755–1822), Christoph August Bode (1722–1796), Gottfried Christoph Beireis, Friedrich Theodor Kühne (1758–1834) und Lorenz von Crell. 1789 beendete er sein Studium und wurde Hauslehrer des Oberhauptmanns von Bohlen zu Campen.
1790 wurde er durch den Propst des Klosters Marienberg, Hofrat Johann Heinrich Kratzenstein, zum Adjunkt seines Vaters bestimmt und durch den Superintendenten Gerhard Wilhelm Götze (1730–1791) aus Warberg eingeführt. 1793 starb sein Vater und Friedrich August Ludewig wurde wirklicher Prediger.
1807 erfolgte seine Berufung als Nachfolger des Superintendenten Lüttich, er blieb aber vorerst in seiner Klosterpfarre in Marienberg. Aufgrund der politischen Entwicklung, Marienberg gehörte seit 1807 zum Königreich Westphalen, war ein Verbleiben in seiner Pfarrei nicht möglich, so dass er 1809 als Pastor nach Jerxheim versetzt und dort durch den Abt und Generalsuperintendenten David Julius Pott eingeführt wurde; trotz dieses Ortswechsels behielt er seine Superintendentur und tauschte diese erst 1814 gegen die von Pabstorf nach Jerxheim verlegte.
1816 erhielt er die erste Predigerstelle an der Stephans- und Walpurgiskirche sowie die Generalsuperintendentur der Generaldiözese Helmstedt-Schöningen, nachdem Generalsuperintendent und Abt Anton August Heinrich Lichtenstein verstorben war; Einführung war am 3. Advent 1816 durch Konsistorialrat Georg Friedrich Dinglinger (1752–1817). Dazu erhielt er das Ephorat über sämtliche Schulen der Stadt Helmstedt. Seit dieser Zeit unterrichtete er auch als Religionslehrer in den Oberklassen des Gymnasiums. Im gleichen Jahr übernahm er auch die Spezialinspektion, die inzwischen von Warberg nach Helmstedt verlegt worden war, sowie die Aufsicht über die Universitätsbibliothek. Nochmals einige Jahre später wurde ihm auch das Zensoramt übertragen. Als Ephorus hatte er an großen Verbesserungen im Helmstedter Schulwesen mitgewirkt, so erfolgte 1817 die Erweiterung des Pädagogiums mit der Vereinigung der Knabenbürgerschule zu einem sechsklassigen humanistischen Gymnasium mit Unterrichtsschwerpunkt auch im mathematisch-naturwissenschaftlichen Bereich (dem heutigen Gymnasium Julianum). Gleichzeitig bezog die neu organisierte Töchter- und Freischule ein neues Gebäude.
1837 feierte die Universität Göttingen ihr Jubiläum und zu diesem Anlass erhielt er von der theologischen Fakultät die Ehrendoktorwürde Dr. theol.
Aus gesundheitlichen Gründen ließ er sich 1838 vom Unterricht am Gymnasium ablösen.
Er war auch schriftstellerisch in verschiedenen Themenbereichen tätig und veröffentlichte auch unter dem Pseudonym A. Ugewild.
Am 17. Juni 1794 heiratete er in erster Ehe Karoline Johanne Wilhelmine, Tochter des Pastors Christian Ludolph Hartmann (1736–1772) aus Glentorf. Gemeinsam hatten sie eine Tochter, jedoch wurde die Ehe 1795 wieder aufgelöst. Später heiratete er in zweiter Ehe Philippine Elisabeth Marie, eine Tochter des königlich-preußischen Kircheninspektors Heufer aus Osterburg.
Als er starb, hinterließ er eine Witwe, einen Sohn und drei Töchter.

## Schriften
- Leitfaden bei dem Unterrichte der Katechumenen. Braunschweig, 1802.
- Warum und wie müssen gutgesinnte Unterthanen an der Freude ihres guten Fürsten Theil nehmen? Eine Predigt, gehalten am 24sten Sonntage nach Trinitatis. Braunschweig; Helmstädt Fleckeisen 1804.
- Geschichte und Beschreibung der Stadt Helmstedt. Helmstedt: Fleckeisen, 1821.
- Friedrich August Ludewig; Johann Christian Gottlieb Wernsdorf; Sigismund Christian David Leuckardt: Bibliotheca Joannis Christiani Gottl. Wernsdorfii, Quondam Professoris Philosophiae P.E. In Academia Helmstadiensi, Helmstadii Die XX Octobr. et seqq. Anno MDCCCXXIII In Publica Auctione Vendenda. Helmstadii Officina Leuckartiana 1823.
- A. Ugewild: Die Araber bei Tours. Wolfenbüttel: Albrecht, 1828.
- Anweisung zum religiös-katechetischen Unterrichte für Lehrer in Bürger- und Landschulen. Wolfenbüttel: Albrecht, 1828.
- Rede bei der Einweihung der Fahnen für die Bürgergarde zu Helmstedt am 24. April 1831. Helmstedt: Fleckeisen, ca. 1831.
- Heinrich Julius, Herzog zu Braunschweig und Lüneburg. Helmstedt, 1833.
- Die Kirchenverfassung im Herzogthume Braunschweig. Helmstedt, 1834. Eine Fortsetzung von Johann Christoph Stübners 1800 herausgegebene "Historische Beschreibung der kirchenverfassung in den Herzogl Braunschweig-Lüneburgischen Landen seit der Reformation". Das Buch von Friedrich August Ludewig bezieht sich nur auf den 2. Teil des Werkes von Stübner,
- Friedrich August Ludewig; G C E Meyer: Das Volksschullehrer-Seminar für Seminar-Aufseher, Lehrer und Zöglinge. Braunschweig : Verlag von G.C.E. Meyer sen., 1837.